# Barbus lineomaculatus
Barbus lineomaculatus е вид лъчеперка от семейство Шаранови (Cyprinidae). Видът не е застрашен от изчезване.

## Разпространение и местообитание
Разпространен е в Ангола, Ботсвана, Бурунди, Демократична република Конго, Замбия, Зимбабве, Кения, Малави, Намибия, Руанда, Танзания и Уганда.
Обитава сладководни басейни, реки и потоци.

## Описание
На дължина достигат до 8,6 cm.